# Monte Ferru (Tertenia)
Der Monte Ferru (übersetzt: Eisenberg) ist ein 875 m hoher Berg auf Sardinien. Er liegt im Süden der ehemaligen Provinz Ogliastra zwischen Tertenia, Cardedu und dem Weiler Marina di Gairo auf dem Gemeindegebiet von Cardedu.
Der Blick vom Gipfel geht weit über die Insel, zum Monte Serpeddì im Süden über den Monte Linas an der Westküste (südlich von Guspini) bis zum Monte Tonneri im zentralen Osten.
Etwa 50 Höhenmeter unterhalb des Gipfels, nach Norden hin, befindet sich eine rund um die Uhr besetzte Wachstation des Feuerschutzes. Zu diesem Zweck wurde 2005 ein Weg zum Gipfel gebaut, der im letzten Abschnitt nur noch mit einem Geländefahrzeug passierbar ist.
Am Monte Ferru entspringen viele kleine Bäche, die sogar im Sommer Wasser führen. 

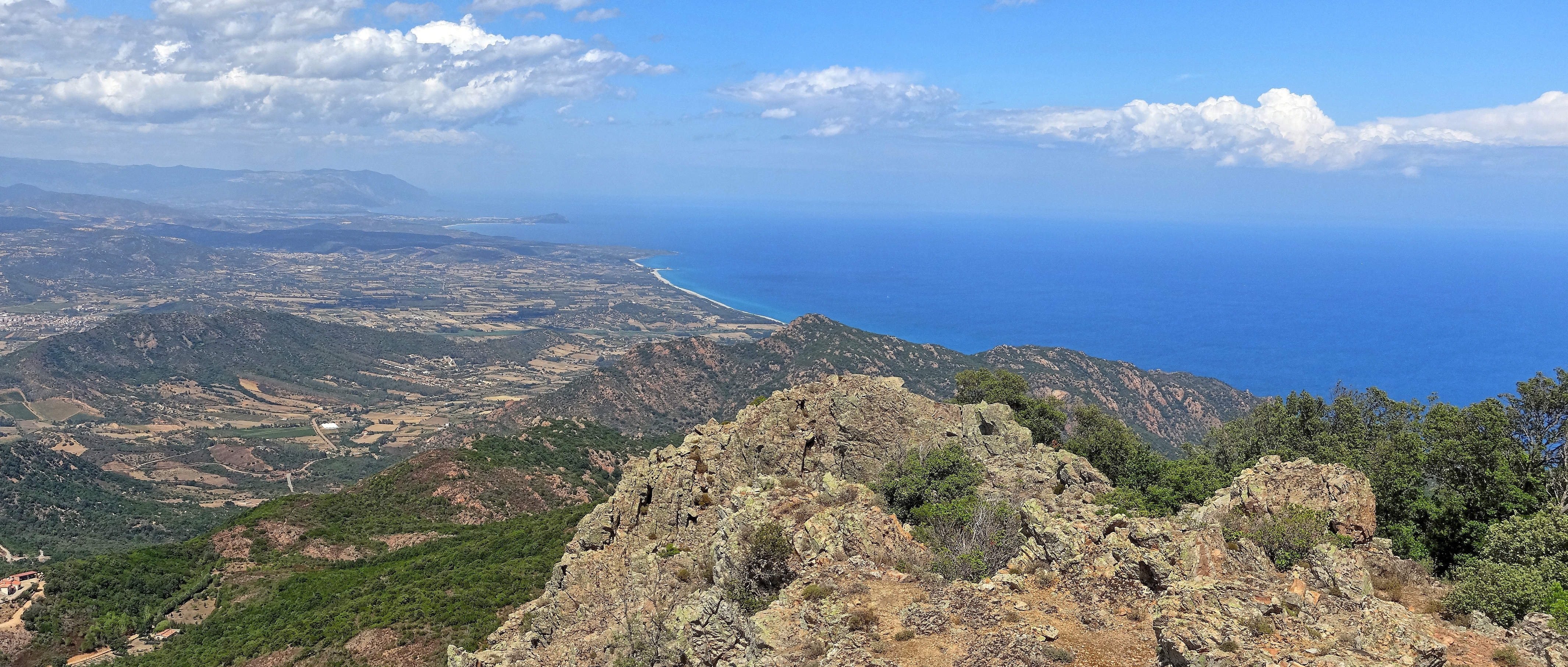
Blick vom Gipfel nach Norden über die Ogliastra

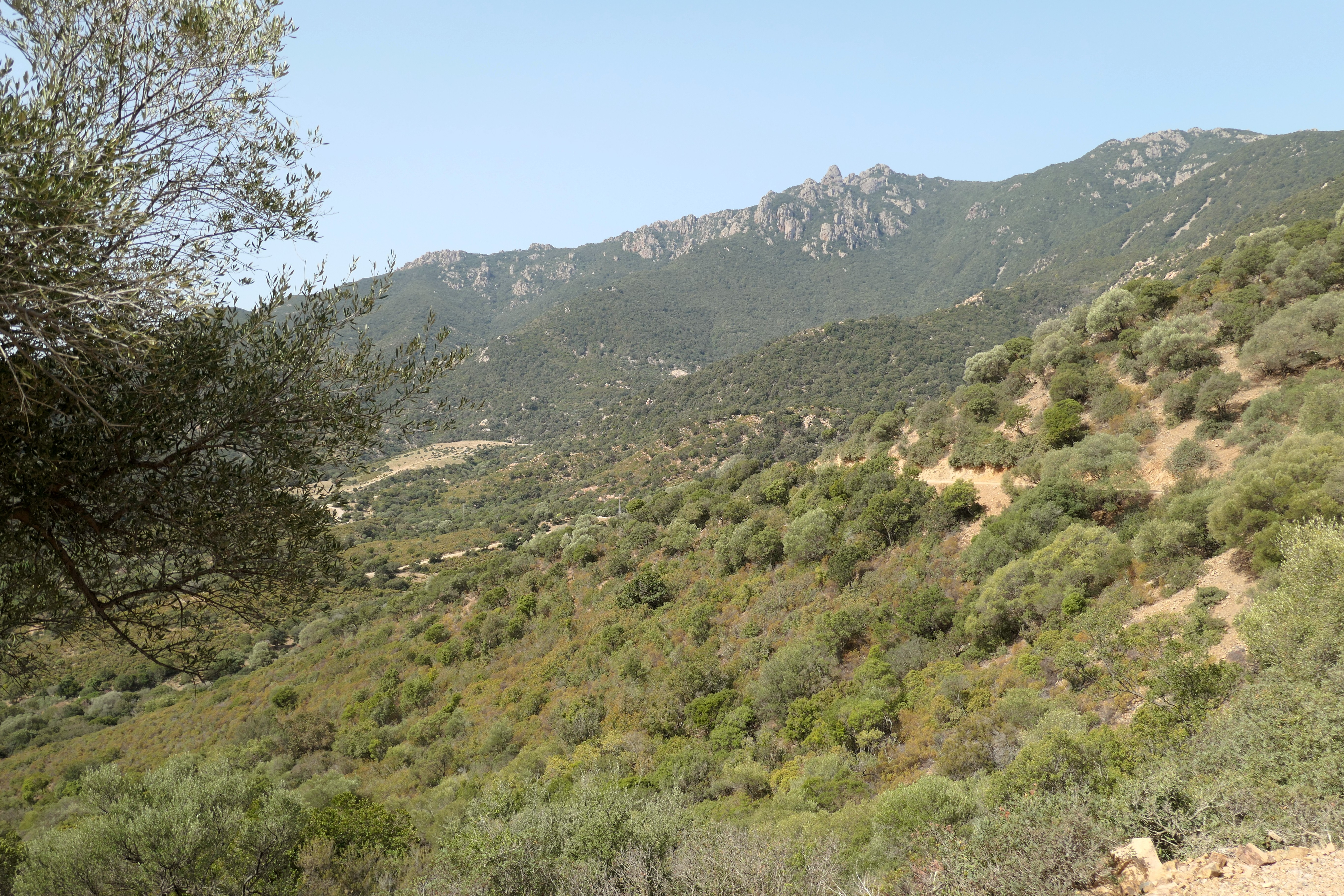
Blick auf das Massiv von Osten, rechts der Gipfel